# Liste der größten Städte in Baden-Württemberg
Die Liste der größten Städte in Baden-Württemberg nennt die Städte und Gemeinden des Landes Baden-Württembergs mit mindestens 15.000 Einwohnern.
Die Einwohnerzahl bezieht sich auf die amtliche Fortschreibung des Statistischen Landesamts Baden-Württemberg zum 31. Dezember 2024. Städte mit mindestens 100.000 Einwohnern gelten statistisch als Großstädte.
Bei jeder Stadt sind der gemeinderechtliche Status sowie die Kreis- und Regionszugehörigkeit angegeben. Es handelt sich somit um alle Stadtkreise und alle Großen Kreisstädte des Landes.

## Liste
| Rang | Stadt                       | Status           | Landkreis                | Regionalverband          | Einwohner 31. Dezember 2024 | Regierungsbezirk |
| ---- | --------------------------- | ---------------- | ------------------------ | ------------------------ | --------------------------- | ---------------- |
| 01   | Stuttgart                   | Stadtkreis       | –                        | Stuttgart                | 612.663                     | Stuttgart        |
| 02   | Mannheim                    | Stadtkreis       | –                        | Rhein-Neckar             | 318.035                     | Karlsruhe        |
| 03   | Karlsruhe                   | Stadtkreis       | –                        | Karlsruhe                | 309.050                     | Karlsruhe        |
| 04   | Freiburg im Breisgau        | Stadtkreis       | –                        | Südlicher Oberrhein      | 237.460                     | Freiburg         |
| 05   | Heidelberg                  | Stadtkreis       | –                        | Rhein-Neckar             | 155.756                     | Karlsruhe        |
| 06   | Pforzheim                   | Stadtkreis       | –                        | Nordschwarzwald          | 134.912                     | Karlsruhe        |
| 07   | Heilbronn                   | Stadtkreis       | –                        | Heilbronn-Franken        | 131.986                     | Stuttgart        |
| 08   | Ulm                         | Stadtkreis       | –                        | Donau-Iller              | 129.882                     | Tübingen         |
| 09   | Reutlingen                  | Große Kreisstadt | Reutlingen               | Neckar-Alb               | 118.852                     | Tübingen         |
| 010  | Esslingen am Neckar         | Große Kreisstadt | Esslingen                | Stuttgart                | 96.182                      | Stuttgart        |
| 011  | Ludwigsburg                 | Große Kreisstadt | Ludwigsburg              | Stuttgart                | 92.858                      | Stuttgart        |
| 012  | Tübingen                    | Große Kreisstadt | Tübingen                 | Neckar-Alb               | 92.322                      | Tübingen         |
| 013  | Villingen-Schwenningen      | Große Kreisstadt | Schwarzwald-Baar-Kreis   | Schwarzwald-Baar-Heuberg | 89.756                      | Freiburg         |
| 014  | Konstanz                    | Große Kreisstadt | Konstanz                 | Hochrhein-Bodensee       | 86.919                      | Freiburg         |
| 015  | Aalen                       | Große Kreisstadt | Ostalbkreis              | Ostwürttemberg           | 67.621                      | Stuttgart        |
| 016  | Schwäbisch Gmünd            | Große Kreisstadt | Ostalbkreis              | Ostwürttemberg           | 64.416                      | Stuttgart        |
| 017  | Offenburg                   | Große Kreisstadt | Ortenaukreis             | Südlicher Oberrhein      | 62.993                      | Freiburg         |
| 018  | Friedrichshafen             | Große Kreisstadt | Bodenseekreis            | Bodensee-Oberschwaben    | 62.796                      | Tübingen         |
| 019  | Sindelfingen                | Große Kreisstadt | Böblingen                | Stuttgart                | 61.422                      | Stuttgart        |
| 020  | Göppingen                   | Große Kreisstadt | Göppingen                | Stuttgart                | 58.937                      | Stuttgart        |
| 021  | Waiblingen                  | Große Kreisstadt | Rems-Murr-Kreis          | Stuttgart                | 57.313                      | Stuttgart        |
| 022  | Baden-Baden                 | Stadtkreis       | –                        | Karlsruhe                | 56.881                      | Karlsruhe        |
| 023  | Böblingen                   | Große Kreisstadt | Böblingen                | Stuttgart                | 51.483                      | Stuttgart        |
| 024  | Rastatt                     | Große Kreisstadt | Rastatt                  | Karlsruhe                | 50.741                      | Karlsruhe        |
| 025  | Ravensburg                  | Große Kreisstadt | Ravensburg               | Bodensee-Oberschwaben    | 50.628                      | Tübingen         |
| 026  | Lörrach                     | Große Kreisstadt | Lörrach                  | Hochrhein-Bodensee       | 51.349                      | Freiburg         |
| 027  | Heidenheim an der Brenz     | Große Kreisstadt | Heidenheim               | Ostwürttemberg           | 50.618                      | Stuttgart        |
| 028  | Lahr/Schwarzwald            | Große Kreisstadt | Ortenaukreis             | Südlicher Oberrhein      | 50.775                      | Freiburg         |
| 029  | Leonberg                    | Große Kreisstadt | Böblingen                | Stuttgart                | 49.480                      | Stuttgart        |
| 030  | Bruchsal                    | Große Kreisstadt | Karlsruhe                | Karlsruhe                | 47.784                      | Karlsruhe        |
| 031  | Singen (Hohentwiel)         | Große Kreisstadt | Konstanz                 | Hochrhein-Bodensee       | 47.621                      | Freiburg         |
| 032  | Fellbach                    | Große Kreisstadt | Rems-Murr-Kreis          | Stuttgart                | 47.120                      | Stuttgart        |
| 033  | Albstadt                    | Große Kreisstadt | Zollernalbkreis          | Neckar-Alb               | 46.950                      | Tübingen         |
| 034  | Filderstadt                 | Große Kreisstadt | Esslingen                | Stuttgart                | 46.243                      | Stuttgart        |
| 035  | Weinheim                    | Große Kreisstadt | Rhein-Neckar-Kreis       | Rhein-Neckar             | 45.852                      | Karlsruhe        |
| 036  | Rottenburg am Neckar        | Große Kreisstadt | Tübingen                 | Neckar-Alb               | 45.677                      | Tübingen         |
| 037  | Bietigheim-Bissingen        | Große Kreisstadt | Ludwigsburg              | Stuttgart                | 43.556                      | Stuttgart        |
| 038  | Kirchheim unter Teck        | Große Kreisstadt | Esslingen                | Stuttgart                | 42.299                      | Stuttgart        |
| 039  | Schwäbisch Hall             | Große Kreisstadt | Schwäbisch Hall          | Heilbronn-Franken        | 42.598                      | Stuttgart        |
| 040  | Schorndorf                  | Große Kreisstadt | Rems-Murr-Kreis          | Stuttgart                | 41.647                      | Stuttgart        |
| 041  | Leinfelden-Echterdingen     | Große Kreisstadt | Esslingen                | Stuttgart                | 41.185                      | Stuttgart        |
| 042  | Nürtingen                   | Große Kreisstadt | Esslingen                | Stuttgart                | 40.773                      | Stuttgart        |
| 043  | Ostfildern                  | Große Kreisstadt | Esslingen                | Stuttgart                | 39.778                      | Stuttgart        |
| 044  | Kehl                        | Große Kreisstadt | Ortenaukreis             | Südlicher Oberrhein      | 39.584                      | Freiburg         |
| 045  | Backnang                    | Große Kreisstadt | Rems-Murr-Kreis          | Stuttgart                | 38.818                      | Stuttgart        |
| 046  | Ettlingen                   | Große Kreisstadt | Karlsruhe                | Karlsruhe                | 38.578                      | Karlsruhe        |
| 047  | Sinsheim                    | Große Kreisstadt | Rhein-Neckar-Kreis       | Rhein-Neckar             | 37.036                      | Karlsruhe        |
| 048  | Tuttlingen                  | Große Kreisstadt | Tuttlingen               | Schwarzwald-Baar-Heuberg | 37.109                      | Freiburg         |
| 049  | Balingen                    | Große Kreisstadt | Zollernalbkreis          | Neckar-Alb               | 35.623                      | Tübingen         |
| 050  | Crailsheim                  | Große Kreisstadt | Schwäbisch Hall          | Heilbronn-Franken        | 35.755                      | Stuttgart        |
| 051  | Rheinfelden (Baden)         | Große Kreisstadt | Lörrach                  | Hochrhein-Bodensee       | 34.674                      | Freiburg         |
| 052  | Biberach an der Riß         | Große Kreisstadt | Biberach                 | Donau-Iller              | 34.576                      | Tübingen         |
| 053  | Herrenberg                  | Große Kreisstadt | Böblingen                | Stuttgart                | 34.192                      | Stuttgart        |
| 054  | Kornwestheim                | Große Kreisstadt | Ludwigsburg              | Stuttgart                | 33.980                      | Stuttgart        |
| 055  | Weil am Rhein               | Große Kreisstadt | Lörrach                  | Hochrhein-Bodensee       | 32.236                      | Freiburg         |
| 056  | Radolfzell am Bodensee      | Große Kreisstadt | Konstanz                 | Hochrhein-Bodensee       | 31.734                      | Freiburg         |
| 057  | Bretten                     | Große Kreisstadt | Karlsruhe                | Karlsruhe                | 30.274                      | Karlsruhe        |
| 058  | Winnenden                   | Große Kreisstadt | Rems-Murr-Kreis          | Stuttgart                | 29.876                      | Stuttgart        |
| 059  | Gaggenau                    | Große Kreisstadt | Rastatt                  | Karlsruhe                | 29.529                      | Karlsruhe        |
| 060  | Emmendingen                 | Große Kreisstadt | Emmendingen              | Südlicher Oberrhein      | 29.502                      | Freiburg         |
| 061  | Bühl                        | Große Kreisstadt | Rastatt                  | Karlsruhe                | 28.608                      | Karlsruhe        |
| 062  | Vaihingen an der Enz        | Große Kreisstadt | Ludwigsburg              | Stuttgart                | 28.798                      | Stuttgart        |
| 063  | Wangen im Allgäu            | Große Kreisstadt | Ravensburg               | Bodensee-Oberschwaben    | 28.412                      | Tübingen         |
| 064  | Geislingen an der Steige    | Große Kreisstadt | Göppingen                | Stuttgart                | 27.791                      | Stuttgart        |
| 065  | Ehingen (Donau)             | Große Kreisstadt | Alb-Donau-Kreis          | Donau-Iller              | 27.764                      | Tübingen         |
| 066  | Wiesloch                    | Große Kreisstadt | Rhein-Neckar-Kreis       | Rhein-Neckar             | 27.731                      | Karlsruhe        |
| 067  | Weinstadt                   | Große Kreisstadt | Rems-Murr-Kreis          | Stuttgart                | 27.074                      | Stuttgart        |
| 068  | Leimen                      | Große Kreisstadt | Rhein-Neckar-Kreis       | Rhein-Neckar             | 26.873                      | Karlsruhe        |
| 069  | Mühlacker                   | Große Kreisstadt | Enzkreis                 | Nordschwarzwald          | 26.787                      | Karlsruhe        |
| 070  | Achern                      | Große Kreisstadt | Ortenaukreis             | Südlicher Oberrhein      | 26.733                      | Freiburg         |
| 071  | Neckarsulm                  | Große Kreisstadt | Heilbronn                | Heilbronn-Franken        | 26.431                      | Stuttgart        |
| 072  | Remseck am Neckar           | Große Kreisstadt | Ludwigsburg              | Stuttgart                | 26.188                      | Stuttgart        |
| 073  | Horb am Neckar              | Große Kreisstadt | Freudenstadt             | Nordschwarzwald          | 25.651                      | Karlsruhe        |
| 074  | Öhringen                    | Große Kreisstadt | Hohenlohekreis           | Heilbronn-Franken        | 25.673                      | Stuttgart        |
| 075  | Waldshut-Tiengen            | Große Kreisstadt | Waldshut                 | Hochrhein-Bodensee       | 25.019                      | Freiburg         |
| 076  | Stutensee                   | Große Kreisstadt | Karlsruhe                | Karlsruhe                | 25.259                      | Karlsruhe        |
| 077  | Rottweil                    | Große Kreisstadt | Rottweil                 | Schwarzwald-Baar-Heuberg | 24.985                      | Freiburg         |
| 078  | Calw                        | Große Kreisstadt | Calw                     | Nordschwarzwald          | 25.001                      | Karlsruhe        |
| 079  | Weingarten                  | Große Kreisstadt | Ravensburg               | Bodensee-Oberschwaben    | 24.940                      | Tübingen         |
| 080  | Ellwangen (Jagst)           | Große Kreisstadt | Ostalbkreis              | Ostwürttemberg           | 25.001                      | Stuttgart        |
| 081  | Mosbach                     | Große Kreisstadt | Neckar-Odenwald-Kreis    | Rhein-Neckar             | 24.459                      | Karlsruhe        |
| 082  | Freudenstadt                | Große Kreisstadt | Freudenstadt             | Nordschwarzwald          | 24.464                      | Karlsruhe        |
| 083  | Bad Mergentheim             | Große Kreisstadt | Main-Tauber-Kreis        | Heilbronn-Franken        | 24.023                      | Stuttgart        |
| 084  | Leutkirch im Allgäu         | Große Kreisstadt | Ravensburg               | Bodensee-Oberschwaben    | 24.226                      | Tübingen         |
| 085  | Nagold                      | Große Kreisstadt | Calw                     | Nordschwarzwald          | 23.864                      | Karlsruhe        |
| 086  | Metzingen                   | Große Kreisstadt | Reutlingen               | Neckar-Alb               | 23.178                      | Tübingen         |
| 087  | Wertheim                    | Große Kreisstadt | Main-Tauber-Kreis        | Heilbronn-Franken        | 22.874                      | Stuttgart        |
| 088  | Laupheim                    | Große Kreisstadt | Biberach                 | Donau-Iller              | 22.839                      | Tübingen         |
| 089  | Ditzingen                   | Große Kreisstadt | Ludwigsburg              | Stuttgart                | 22.666                      | Stuttgart        |
| 090  | Überlingen                  | Große Kreisstadt | Bodenseekreis            | Bodensee-Oberschwaben    | 22.735                      | Tübingen         |
| 091  | Bad Rappenau                | Große Kreisstadt | Heilbronn                | Heilbronn-Franken        | 22.703                      | Stuttgart        |
| 092  | Eppingen                    | Große Kreisstadt | Heilbronn                | Heilbronn-Franken        | 22.666                      | Stuttgart        |
| 093  | Eislingen/Fils              | Große Kreisstadt | Göppingen                | Stuttgart                | 22.325                      | Stuttgart        |
| 093  | Waghäusel                   | Große Kreisstadt | Karlsruhe                | Karlsruhe                | 22.466                      | Karlsruhe        |
| 095  | Bad Krozingen               | Große Kreisstadt | Breisgau-Hochschwarzwald | Südlicher Oberrhein      | 21.755                      | Freiburg         |
| 096  | Donaueschingen              | Große Kreisstadt | Schwarzwald-Baar-Kreis   | Schwarzwald-Baar-Heuberg | 21.790                      | Freiburg         |
| 097  | Mössingen                   | Große Kreisstadt | Tübingen                 | Neckar-Alb               | 21.751                      | Tübingen         |
| 098  | Schwetzingen                | Große Kreisstadt | Rhein-Neckar-Kreis       | Rhein-Neckar             | 21.767                      | Karlsruhe        |
| 099  | Hockenheim                  | Große Kreisstadt | Rhein-Neckar-Kreis       | Rhein-Neckar             | 21.623                      | Karlsruhe        |
| 100  | Waldkirch                   | Große Kreisstadt | Emmendingen              | Südlicher Oberrhein      | 21.510                      | Freiburg         |
| 101  | Rheinstetten                | Große Kreisstadt | Karlsruhe                | Karlsruhe                | 21.267                      | Karlsruhe        |
| 102  | Bad Waldsee                 | Große Kreisstadt | Ravensburg               | Bodensee-Oberschwaben    | 20.838                      | Tübingen         |
| 103  | Schramberg                  | Große Kreisstadt | Rottweil                 | Schwarzwald-Baar-Heuberg | 20.610                      | Freiburg         |
| 104  | Tettnang                    | Stadt            | Bodenseekreis            | Bodensee-Oberschwaben    | 20.520                      | Tübingen         |
| 105  | Schopfheim                  | Stadt            | Lörrach                  | Hochrhein-Bodensee       | 20.332                      | Freiburg         |
| 106  | Müllheim im Markgräflerland | Stadt            | Breisgau-Hochschwarzwald | Südlicher Oberrhein      | 20.097                      | Freiburg         |
| 107  | Giengen an der Brenz        | Große Kreisstadt | Heidenheim               | Ostwürttemberg           | 19.967                      | Stuttgart        |
| 108  | Oberkirch                   | Große Kreisstadt | Ortenaukreis             | Südlicher Oberrhein      | 19.847                      | Freiburg         |
| 109  | Bad Friedrichshall          | Stadt            | Heilbronn                | Heilbronn-Franken        | 19.853                      | Stuttgart        |
| 110  | Hechingen                   | Stadt            | Zollernalbkreis          | Neckar-Alb               | 19.807                      | Tübingen         |
| 111  | Pfullingen                  | Stadt            | Reutlingen               | Neckar-Alb               | 19.759                      | Tübingen         |
| 112  | Weil der Stadt              | Stadt            | Böblingen                | Stuttgart                | 19.353                      | Stuttgart        |
| 113  | Korntal-Münchingen          | Stadt            | Ludwigsburg              | Stuttgart                | 19.654                      | Stuttgart        |
| 114  | Gerlingen                   | Stadt            | Ludwigsburg              | Stuttgart                | 18.392                      | Stuttgart        |
| 115  | Renningen                   | Stadt            | Böblingen                | Stuttgart                | 18.567                      | Stuttgart        |
| 116  | Sachsenheim                 | Stadt            | Ludwigsburg              | Stuttgart                | 18.638                      | Stuttgart        |
| 117  | Buchen (Odenwald)           | Stadt            | Neckar-Odenwald-Kreis    | Rhein-Neckar             | 18.226                      | Karlsruhe        |
| 118  | Pfinztal                    | Gemeinde         | Karlsruhe                | Karlsruhe                | 18.178                      | Karlsruhe        |
| 119  | Bad Saulgau                 | Stadt            | Sigmaringen              | Bodensee-Oberschwaben    | 17.889                      | Tübingen         |
| 120  | Bad Säckingen               | Stadt            | Waldshut                 | Hochrhein-Bodensee       | 17.767                      | Freiburg         |
| 121  | Stockach                    | Stadt            | Konstanz                 | Hochrhein-Bodensee       | 17.646                      | Freiburg         |
| 122  | Trossingen                  | Stadt            | Tuttlingen               | Schwarzwald-Baar-Heuberg | 17.489                      | Freiburg         |
| 123  | Sigmaringen                 | Stadt            | Sigmaringen              | Bodensee-Oberschwaben    | 16.884                      | Tübingen         |
| 124  | Eggenstein-Leopoldshafen    | Gemeinde         | Karlsruhe                | Karlsruhe                | 16.798                      | Karlsruhe        |
| 125  | Brackenheim                 | Stadt            | Heilbronn                | Heilbronn-Franken        | 16.774                      | Stuttgart        |
| 126  | Blaustein                   | Stadt            | Alb-Donau-Kreis          | Donau-Iller              | 16.581                      | Tübingen         |
| 127  | Künzelsau                   | Stadt            | Hohenlohekreis           | Heilbronn-Franken        | 16.348                      | Stuttgart        |
| 128  | Breisach am Rhein           | Stadt            | Breisgau-Hochschwarzwald | Südlicher Oberrhein      | 16.487                      | Freiburg         |
| 129  | Walldorf                    | Stadt            | Rhein-Neckar-Kreis       | Rhein-Neckar             | 16.188                      | Karlsruhe        |
| 130  | Karlsbad                    | Gemeinde         | Karlsruhe                | Karlsruhe                | 16.049                      | Karlsruhe        |
| 131  | Wendlingen am Neckar        | Stadt            | Esslingen                | Stuttgart                | 15.988                      | Stuttgart        |
| 132  | Kernen im Remstal           | Gemeinde         | Rems-Murr-Kreis          | Stuttgart                | 15.906                      | Stuttgart        |
| 133  | Eppelheim                   | Stadt            | Rhein-Neckar-Kreis       | Rhein-Neckar             | 15.663                      | Karlsruhe        |
| 134  | Baiersbronn                 | Gemeinde         | Freudenstadt             | Nordschwarzwald          | 15.465                      | Karlsruhe        |
| 135  | Freiberg am Neckar          | Stadt            | Ludwigsburg              | Stuttgart                | 15.520                      | Stuttgart        |
| 136  | Marbach am Neckar           | Stadt            | Ludwigsburg              | Stuttgart                | 15.474                      | Stuttgart        |
| 137  | Schriesheim                 | Stadt            | Rhein-Neckar-Kreis       | Rhein-Neckar             | 15.209                      | Karlsruhe        |
| 138  | Ebersbach an der Fils       | Stadt            | Göppingen                | Stuttgart                | 15.420                      | Stuttgart        |
| 139  | Sandhausen                  | Gemeinde         | Rhein-Neckar-Kreis       | Rhein-Neckar             | 15.330                      | Karlsruhe        |
| 140  | Grenzach-Wyhlen             | Gemeinde         | Lörrach                  | Hochrhein-Bodensee       | 15.476                      | Freiburg         |
| 141  | Langenau                    | Stadt            | Alb-Donau-Kreis          | Donau-Iller              | 15.274                      | Tübingen         |
| 142  | Isny im Allgäu              | Stadt            | Ravensburg               | Bodensee-Oberschwaben    | 15.145                      | Tübingen         |
| 142  | Malsch                      | Gemeinde         | Karlsruhe                | Karlsruhe                | 14.880                      | Karlsruhe        |
| 144  | Bad Wurzach                 | Stadt            | Ravensburg               | Bodensee-Oberschwaben    | 14.942                      | Tübingen         |